# Сергієвичі
Сергієвичі (біл. вёска Сяргеевічы) — село в складі Пуховицького району Мінської області, Білорусь. Село було адміністративним центром Сергієвицької сільської ради, а тепер підпорядковане Новопольській сільській раді, розташоване в центральній частині області.